# Нитрит серебра(I)
Нитрит серебра(I) — неорганическое соединение, 
соль металла серебра и азотистой кислоты с формулой AgNO2,
бесцветные или жёлтые кристаллы,
растворяется в воде.

## Получение
- Обработка нитрата серебра(I) нитритом щелочного металла:

{\displaystyle {\mathsf {AgNO_{3}+KNO_{2}\ {\xrightarrow {}}\ AgNO_{2}+KNO_{3}}}}
- Обработка сульфата серебра нитритом бария:

{\displaystyle {\mathsf {Ag_{2}SO_{4}+Ba(NO_{2})_{2}\ {\xrightarrow {}}\ 2AgNO_{2}+BaSO_{4}\downarrow }}}

## Физические свойства
Нитрит серебра(I) образует бесцветные или жёлтые кристаллы
ромбической сингонии,
пространственная группа P mmn,
параметры ячейки a = 0,3505 нм, b = 0,614 нм, c = 0,516 нм, Z = 2.
Растворяется в воде, не растворяется в этаноле.

## Химические свойства
- При упаривании раствора нитрита серебра в аммиаке выпадает нитрит амминсеребра:

{\displaystyle {\mathsf {AgNO_{2}+NH_{3}\ {\xrightarrow {}}\ [AgNH_{3}]NO_{2}}}}
- Растворяется в избытке нитритов щелочных металлов:

{\displaystyle {\mathsf {AgNO_{2}+KNO_{2}\ {\xrightarrow {}}\ K[Ag(NO_{2})_{2}]}}}
- Замещает атом галогена на нитрогруппу (реакция Мейера):

{\displaystyle {\mathsf {RBr+AgNO_{2}\rightarrow RNO_{2}+AgBr\downarrow }}}

## Применение
- В органическом синтезе для производства алифатических нитропроизводных.